# Eulinognathus jaculi
Eulinognathus jaculi är en insektsart som beskrevs av Blagoveshtchensky 1965. Eulinognathus jaculi ingår i släktet Eulinognathus och familjen ledlöss. Inga underarter finns listade i Catalogue of Life.